# ワイアンドット郡 (カンザス州)
ワイアンドット郡（英: Wyandotte County、発音: [ˈwaɪ.əndɒt]）は、アメリカ合衆国カンザス州の東部に位置する郡である。カンザス州では面積最小の郡である。人口は16万9245人（2020年）。郡庁所在地はカンザスシティであり、カンザスシティとワイアンドット郡は統合市郡となっている。ミズーリ州の「カンザスシティ」に隣接し、カンザスシティ都市圏に属している。

## 歴史

### ワイアンドット族
ワイアンドット郡の名前はワイアンドット族インディアンから採られている。この部族はカナダのフランス人からヒューロン族と呼ばれていたが、自らはワイアンドットと名乗っていた。東部のイロコイ族とは遠いが関係があり、互いに戦うこともあった。彼らはアメリカの白人が自分達の領土に入ってくるのを止めることを期待し、またオハイオ川がアメリカ合衆国とカナダの境界になることを期待していた。
ワイアンドット族の1支族が現在オハイオ州となっている所に移動してきた。彼らは概してイギリス系アメリカ人社会と融和する道を選んだ。その多くは伝道しの影響でキリスト教徒になった。1843年には現在のカンザス州ワイアンドット郡がある地域に移住させられ、町を形成し、アメリカ人開拓者と共同して働いた。キリスト教徒マンシー族もこの地域の初期開拓に影響を与えた。
カンザス州のワイアンドット族は、オハイオに居るときに作成した立憲政体を作った。カンザスとネブラスカのために地域政府を構築した。地域知事として選出された者が治める形だった。

### その他の歴史的経緯
1811年、ショーニー族の指導者テクムセの弟、「預言者」テンスクワタワがアメリカ陸軍とティッペカヌーの戦いを戦った。テンスクワタワは、カンザスシティ市内ホワイトフェザースプリングにあるショーニー族歴史史跡に埋葬された。この地は1975年にアメリカ合衆国国家歴史登録財に指定された。
「デラウェア渡し」（あるいは「ミリタリー渡し」、セコンダインと呼ばれることもある）が、昔のインディアンの道とコー川の出合う所にあった。1831年頃、この地域の初期白人開拓者の1人であるモーゼス・グリンターが、ここでカンザス川の渡し舟（グリンター渡し）を始めた。その家はグリンター・プレースと呼ばれた。その渡し舟は軍事道路上にあるレブンワース砦とスコット砦の間を旅する交易業者、搬送業者および兵士に使われた。ニューメキシコのサンタフェに向かう途中で、ここで川を渡る者もいた。
ワイアンドット郡は1859年に組織化された。1880年代頃は、カンザスシティの「精錬精製会社」が250人以上の従業員を雇用していた。山岳部の鉱山地区から掘り出された鉱石と金銀含有粗鉛がここで破砕され、分離、精製されていた。
レブンワース市の教区が1947年5月10日にカンザスシティに移転され、1952年8月9日には大司教区となった。

## 法と政府
ワイアンドット郡はアルコールを禁じる、すなわち「ドライ」の郡だったが、1986年にカンザス州憲法が修正され、住民は投票で個人が嗜むアルコール飲料の販売を承認した。ただし、食料販売量の30%までという制限が付いた。この制限は1988年の住民投票で撤廃された。

## 地理
アメリカ合衆国国勢調査局に拠れば、郡域全面積は155.69平方マイル (403.2 km2)であり、このうち陸地は151.39平方マイル (392.1 km2)、水域は4.30平方マイル (11.1 km2)で水域率は2.76%である。カンザス州では面積最小の郡である。

### 地形
ワイアンドット郡は穏やかにうねっている地形である。カンザス川が郡の南側境界になっている。標高は北から南に向かって高くなり、またカンザス川とミズーリ川から離れると高くなる。

### 水域
郡域にはミズーリ川の水系に属するカンザス川が流れている。カンザス州の北東部にあり、降水量は多い。

### 隣接する郡
- プラット郡 (ミズーリ州) - 北
- クレイ郡 (ミズーリ州) - 北東
- ジャクソン郡 (ミズーリ州) - 東
- ジョンソン郡 - 南
- レブンワース郡 - 西

## 人口動態

2000人口ピラミッド

以下は2000年国勢調査による人口統計データである。
| 基礎データ - 人口: 157,882人 - 世帯数: 59,700 世帯 - 家族数: 39,163 家族 - 人口密度: 403人/km2（1,043人/mi2） - 住居数: 65,892軒 - 住居密度: 168軒/km2（435軒/mi2） 人種別人口構成 - 白人: 58.18% - アフリカン・アメリカン: 28.33% - ネイティブ・アメリカン: 0.74% - アジア人: 1.63% - 太平洋諸島系: 0.04% - その他の人種: 8.17% - 混血: 2.91% - ヒスパニック・ラテン系: 16.00% 年齢別人口構成 - 18歳未満: 28.5% - 18-24歳: 10.4% - 25-44歳: 29.5% - 45-64歳: 19.9% - 65歳以上: 11.7% - 年齢の中央値: 32歳 - 性比（女性100人あたり男性の人口） - 総人口: 95.4 - 18歳以上: 91.3 | 世帯と家族（対世帯数） - 18歳未満の子供がいる: 32.6% - 結婚・同居している夫婦: 42.1% - 未婚・離婚・死別女性が世帯主: 17.8% - 非家族世帯: 34.4% - 単身世帯: 28.9% - 65歳以上の老人1人暮らし: 10.0% - 平均構成人数 - 世帯: 2.62人 - 家族: 3.24人 収入と家計 - 収入の中央値 - 世帯: 33,784米ドル - 家族: 40,333米ドル - 性別 - 男性: 31,335米ドル - 女性: 24,640米ドル - 人口1人あたり収入: 16,005米ドル - 貧困線以下 - 対人口: 16.5% - 対家族数: 12.5% - 18歳未満: 23.0% - 65歳以上: 11.1% |

カンザス州統計調査書に拠れば、郡住人の約1.4%が通勤に公共交通機関を使っており、州内では最も高い数字である

## 都市と町

### 法人化された都市
都市名の後の数字は2010年国勢調査での人口を示す。
- カンザスシティ, 145,786 - 郡庁所在地
- ボナースプリングス, 7,314、約0.5平方マイル (1.3 km2) はレブンワース郡内
- エドワーズビル, 4,340
- レイクキビラ, 906、面積の4分の1はワイアンドット郡内、大半はジョンソン郡内

## その他の町
- アージェンタイン、元は都市だったが、1910年にカンザスシティに併合された
- アーマーデール、元は都市だったが、1886年にカンザスシティと統合した
- アームストロング、ワイアンドット町に吸収された
- パイパー、1991年にカンザスシティに併合された
- ローズデール、元は都市だったが、1922年にカンザスシティに併合された
- ターナー
- ワイアンドット、元は都市だったが、1886年にカンザスシティと統合した
- ウェルボーン

## 郡区
ワイアンドット郡は郡区が1つだけある。ボナースプリングス市、カンザスシティ市、レイクキビラ市はは「政治的に独立」と見なされ、下記郡区の数字からは外されている。下表で「人口中心」は最大都市であり、特に大きな数字でなければ、郡区の人口に含まれるものである。
| 郡区 | FIPSコード | 人口中心       | 人口  | 人口密度 /km2 (/sq mi) | 陸地面積 km2 (sq mi) | 水域 km2 (sq mi) | 水域率(%) | 座標                                                            |
| --- | ---------- | -------------- | ----- | ---------------------- | -------------------- | ---------------- | --------- | --------------------------------------------------------------- |
| デラウェア                                                                                              | 17475      | エドワーズビル | 4,200 | 141 (364)              | 30 (12)              | 1 (0)            | 3.97%     | 北緯39度3分50秒 西経94度49分8秒 / 北緯39.06389度 西経94.81889度 |
| Sources: “Census 2000 U.S. Gazetteer Files”. U.S. Census Bureau, Geography Division. 2012年4月1日閲覧。 |            |                |       |                        |                      |                  |           |                                                                 |

## 教育

### カレッジと大学
公立
- カンザスシティ・カンザス・コミュニティカレッジ
- カンザス医療センター大学

私立
- セントメアリー大学
- ドネリー・カレッジ

### 統一教育学区
- ターナー USD 202
- パイパー USD 203
- ボナースプリングス USD 204
- カンザスシティ USD 500

### 私立学校
初等教育
- オールセインツ・グレードスクール
- セントパトリックス・グレードスクール
- クライスト・ザ・キング・グレードスクール

中等教育
- ビショップウォード高校

### その他の学校
- カンザス州立盲学校

## 経済
州間高速道路70号線と同435号線の交差点にあるビレッジウェストは、郡内でも著しく成長している所である。自動車レース場のカンザス・スピードウェイがあり、呼び物や小売店などではハリウッド・カジノ、ショッピングセンターのザ・リジェンズ・アット・ビレッジウェスト、リゾートのシュリッターバーン・バケーション・ビレッジ、アウトドアのケイブラ、家具のネブラスカ・ファニチャー・マート、屋内ウォーターパークのグレートウルフ・ロッジ、球技場のコミュニティアメリカ・ボールパーク、サッカー場のライブストロング・スポーティングパークがある。コミュニティアメリカ・ボールパークはアメリカン・アソシエーション（野球）のカンザスシティ・ティーボーンズの本拠地である。またライブストロング・スポーティングパークはメジャーリーグサッカーのスポルティング・カンザスシティが本拠地にしている。
この地域にはレース場のザ・ウッドランズがあり、グレイハウンドレースと競馬を行っていたが、2008年に閉鎖された。他にもサンドストーン円形劇場、国立農業センターと殿堂、ワイアンドット郡公園およびサンフラワーヒルズ・ゴルフコースがある。